# Laudakia nupta
Espèce
Synonymes
- Agama nupta De Filippi, 1843
- Stellio carinatus Duméril, 1851
- Stellio nuptus var. fuscus Blanford, 1876
- Laudakia fusca (Blanford, 1876)
- Agama flavicauda Werner, 1897
- Agama caucasica Schmidt, 1939

Laudakia nupta est une espèce de sauriens de la famille des Agamidae.

## Répartition
Cette espèce se rencontre en Irak, en Iran, en Afghanistan et au Pakistan.

## Liste des sous-espèces
Selon The Reptile Database (26 juillet 2012) :
- Laudakia nupta nupta (De Filippi, 1843)
- Laudakia nupta fusca (Blanford, 1876)

## Publications originales
- De Filippi, 1843 : Intorno ad alcune specie di rettili. Giornale dell' I. R. Lombardo di Scienze, Lettere ed Arti. Milan, vol. 6, p. 407-415 (texte intégral).
- Blanford, 1876 : Eastern Persia, an account of the journeys of the Persian Boundary Commission, 1870-71-72. The zoology and geology. London, vol. 2, p. 1-516